# Guillermo Riveros
Guillermo Arturo Riveros Conejeros (10 febbraio 1906 – 8 ottobre 1959) è stato un calciatore cileno, di ruolo difensore.

## Carriera
In carriera, Riveros giocò per La Cruz Valparaiso e poi per l'Audax Italiano.
Con la Nazionale cilena disputò i Giochi olimpici 1928, il Campionato mondiale di calcio 1930 e tre Coppe America: 1935, 1937 e 1939.